# 古塔-洛加尼夫西卡
50°46′21″N 29°3′53″E / 50.77250°N 29.06472°E
古塔-洛加尼夫西卡（烏克蘭語：Гута-Логанівська），是烏克蘭北部的村莊，隸屬日托米爾州的科羅斯滕區。該村面積1.25平方公里，海拔高度148米，2001年人口192，人口密度每平方公里153.11人。